# ويليام هاثاواي فوربس
ويليام هاثاواي فوربس (بالإنجليزية: William Hathaway Forbes)‏ هو شخصية أعمال أمريكي، ولد في 1840 في ميلتون في الولايات المتحدة، وتوفي في 1897 في Naushon Island ‏ في الولايات المتحدة.